# Deutsches Klingenmuseum
Das Deutsche Klingenmuseum (Abkürzung DKM) im Solinger Stadtteil Gräfrath zeigt Bestecke, Blankwaffen und Schneidwaren. Ausgestellt werden Exponate, die die Klinge und ihre Verwendung im Laufe der Geschichte veranschaulichen und die Bedeutung des Schneidens für die Menschheitsgeschichte erläutern.

## Geschichte der Sammlung
Seit einem Jahrhundert wird gesammelt. 1904 richtete die Solinger Fachschule für Metallgestaltung eine Vorbilder-Sammlung für die Schüler ein. Sehr bald wuchs dieser Fundus – durch systematische Ankäufe, Geschenke und Stiftungen. Schwerpunkte bildeten sich. Dazu gehören beispielsweise Klingen von Solinger Meistern, barocke Bestecke und Speiseutensilien für die Reise.
1954 zog die Sammlung aus dem Industriemuseum der Fachschule in das ehemalige, nach Kriegsschäden wiederhergestellte Gräfrather Rathaus um und firmiert seitdem unter dem Namen Deutsches Klingenmuseum. Kustos war in dieser Zeit (1954 bis 1981) Wolfgang Meng. Dort war bis zum zweiten Umzug 1991 gleichzeitig auch der Kunstbesitz der Stadt Solingen integriert, aufbewahrt und ausgestellt, heute ist es das eigenständige Kunstmuseum Solingen.

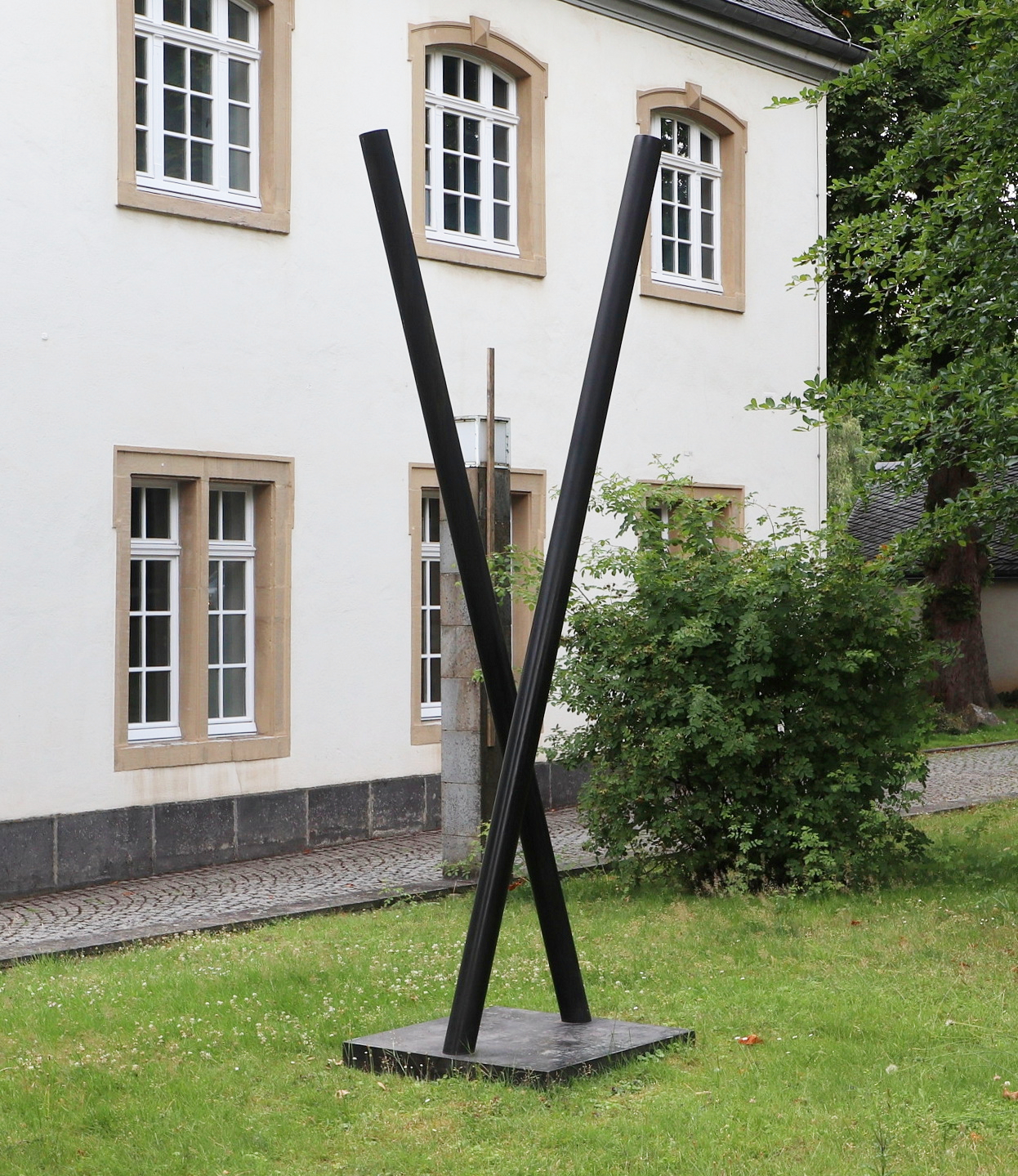
Der Zustand der Schere vor ihrer Erfindung (2012) von Wolfgang Körber, eine der Skulpturen am Eingang zum Museum

Das Klingenmuseum nutzt seit 1991 die durch Josef Paul Kleihues auf die Bedürfnisse des Museumsbetriebes umgebauten Gebäude des ehemaligen Stifts Gräfrath der Augustinerinnen-Chorfrauen. Seit den 1990er Jahren wurden auf dem Außengelände des ehemaligen Klosters mehrere Skulpturen mit Bezug zum Klingenmuseum aufgestellt, die die Liste von Kunstwerken im öffentlichen Raum in Solingen seither ergänzen. Dazu zählen etwa Der Schritt (1995) von Amir Sharon, Klonk (1995) von Isaak Papadopoulos und Christian Schöne sowie Der Zustand der Schere vor ihrer Erfindung (2012) von Wolfgang Körber.
Durch den Erwerb zweier großer Bestecksammlungen besitzt das Museum inzwischen die umfangreichste Bestecksammlung der Welt. Seit 2023 wird am Umbau des Museums gearbeitet, insbesondere an der neuen Dauerausstellung Me fecit Solingen im Obergeschoss. Diese soll den Fokus auf die Klingenherstellung in Solingen seit der frühen Neuzeit richten. Die neue Ausstellung erhielt eine Förderung der NRW-Stiftung in Höhe von 240.000 Euro, sie ist seit dem 1. Dezember 2024 fertig und geöffnet. Die pädagogische Ausstattung ist auf modernstem Stand, und in einem kleinen Sonderraum kann jeder das Fechten mit echten Waffen (Säbel, Degen/Rapier, Schwert) üben.
Das Museum erhält Unterstützung und finanzielle Förderung vom Verein „Freunde des Deutschen Klingenmuseums e. V.“ (gegr. 1954).
Museumsleitung
- 1954–1968: Heinz R. Uhlemann (1903–2000)
- 1968–1991: Hanns-Ulrich Haedeke (1928–2018)
- 1991–2016: Barbara Grotkamp-Schepers (* 1951)
- 2016–2020: Isabell Immel (* 1971)[6]
- seit 2020-0: Sixt Wetzler (* 1978)[7]

## Ausstellungen
In den Räumen des Museums finden regelmäßig Ausstellungen zu wechselnden Themen statt. So zum Beispiel:
- 1999: Seele des Schwertes / Die Ästhetik japanischer Klingen – Fotos von Okisato Fujishiro
- 2000: Messer, Löffel, Gabel / Ausstellung des Vereins für Philatelie und Postgeschichte Solingen 1903 e. V.
- 2000: Vom Arkansasmesser zur Zirkelsäge / Musterbücher der Solinger Stahlwaren-Fabrikanten
- 2001: Feines Speisen / Eine Kunstsammlung historischer Bestecke
- 2001: Cut / Berühmte Messer im Film
- 2002: Schmatz nicht / Von Katzentischen und Kindertafeln im Wandel der Zeit
- 2002: Peter Johnsson / Ein schwedischer Schwertschmied
- 2002: Helfershelfer / Türbremse, Tropfenfänger und andere obligate Symbionten
- 2003: Silber aus Heilbronn für die Welt / P.BRUCKMANN & SÖHNE 1805–1973
- 2003: Löffel – Lepels – Spoons
- 2004: Das Jubiläum! 100 Jahre Fachschule Solingen
- 2005: Jederzeit Kaffeezeit / Porzellan, Mühlen und Maschinen
- 2006: Die Geschichte der Galatea und andere Messerphantasien von Ralf Hoffmann
- 2006: Starke Marken / Kooperation mit LVR-Industriemuseum Solingen (Beitrag zur Regionale 2006)
- 2007: Navajas / Spanische Klappmesser aus dem Museo Municipal de la Cuchilleria in Albacete
- 2007: Seelenpflästerli / Papierschnitte aus der Schweiz
- 2008: STAHLSCHMUCKPREIS 2007
- 2008: Messerfavoriten
- 2009: zu Gast / 4000 Jahre Gastgewerbe
- 2009: Jianzhi / Chinesische Scherenschnitte
- 2010: Damaszenerstahl / Geschichte einer Legende
- 2010: Amboss-Bestecke
- 2011: Brieföffner / Ein Beitrag zur Schreibkultur
- 2011: Lack- und Goldarbeiten von Meister Takahashi
- 2011: Ein Tag in Seki / Porträt einer Stadt zwischen traditioneller Schmiedekunst und modernem Leben – Fotografien von Uli Preuss
- 2011: Von Göttern und Dämonen / Asiatische Blankwaffen
- 2012: Moll / Silbergerät und Schmuck
- 2012: food design
- 2012: Der Zustand der Schere vor ihrer Erfindung / Eine Ausstellung anlässlich der Übergabe der gleichnamigen Aussenskulptur
- 2013: Parade / Klingen und Uniformen für den großen Auftritt
- 2013: 50 Jahre Besteckdesign in Deutschland 1950 bis 2000
- 2013: Klein… / Kinder-, Spielzeug- und Miniaturbestecke – Die Sammlung William H. Brown
- 2014: Silbertriennale International – 17. weltweiter Wettbewerb
- 2014: Aus der Nähe / Schätze des Museums ins Licht gerückt
- 2015: Auf Messers Schneide / Eine Ausstellung von Thomas Baumgärtel
- 2015: Rostige Relikte / Zauber des Zerfalls – Fotografien von Detlef Bach
- 2015: Das Schwert / Gestalt und Gedanke

## Kirchenschatz
Seit dem 13. Jahrhundert war Gräfrath ein bekannter Wallfahrtsort. Die Menschen pilgerten in Scharen zum Augustinerinnenkloster, wo eine Marienikone Wunder bewirken sollte. Nicht viel später steigerte sich die Bedeutung des Wallfahrtsortes noch durch den Erwerb einer weiteren Reliquie: Es war ein Knochensplitter der Heiligen Katharina von Alexandrien (die Legende setzt den Erwerb der Reliquie in das Jahr 1309), aus dem immer wieder (1312–1323) wundertätiges Öl floss. Die Glasflasche mit der kostbaren Essenz ist heute noch zu sehen.
Die beiden Reliquien gehören zu einem großen Kirchenschatz – einem der bedeutendsten im Erzbistum Köln. Dieser kann ebenfalls mit all seinen Preziosen im Klingenmuseum besichtigt werden. Zum Bestand gehören u. a. zwei Reliquientafeln aus der Zeit um 1300, ein wenig jüngeres Turmreliquiar mit transluzidem Email sowie ein Reliquienkreuz von 1400.

## Gräfrath-Museum
Das Gräfrath-Museum befindet sich in einem Gebäudeteil (Gewölbe-Keller) des ehemaligen Klosters. Der Heimatverein und auch andere Vereine aus Gräfrath zeigen dort einmalige Stücke aus der langen Geschichte des Stadtteils. Es ist an jedem 1. Sonntag im Monat von 14 bis 16 Uhr geöffnet bei direktem kostenfreien Zugang über den Außen-Kellereingang (Treppen) des Klosterhofs (Rückseite des DKM), ein Spezialist ist dann anwesend. Auch über das Klingenmuseum ist der kostenlose Besuch nur des Heimatmuseums jederzeit möglich nach vorheriger Meldung an der Information.

## Besonderheiten
Das Deutsche Klingenmuseum ist ein Museum zum Anfassen und Mitmachen. Außer der Fechtstation in der Dauerausstellung gibt es im Kellergeschoss eine historische Zinngießer-Werkstatt mit gelegentlichen Vorführungen der Verarbeitungstechnik.
Auf dem Außengelände befindet sich eine kleine Schmiede, die zu besonderen Veranstaltungen aufgeschlossen und betrieben wird. Hier kann jeder das Schmieden selbst erlernen, mit entsprechendem Talent bis zur eigenen Klinge.
Als Ersatz für das frühere Kindermuseum in einem separaten Schieferhaus vor dem DKM ist am 4. April 2025 eine dauerhafte Große Kinderausstellung mit dem Titel „Drache und Zauberschwert“ im Haupthaus eröffnet worden.